# Alla conquista dell'Arkansas
Alla conquista dell'Arkansas (Die Goldsucker von Arkansas) è un film del 1964 diretto da Paul Martin. È ispirata al romanzo del 1845 di Friedrich Gerstäcker Die Regulatoren von Arkansas. È stato girato in Jugoslavia.

## Trama
Quando l'oro viene trovato vicino a Marble City, alcuni banditi e alcuni Cherokee minacciano i coloni. Gli amici dei coloni Phil Stone e Dan McCormick cercano di ristabilire l'ordine, trovando anche il colpevole.